# Spiennes
Spiennes je selo u valonskoj općini Mons u Belgiji. Najpoznatije je po svom rudniku kremena iz neolitika, starom oko 6000 godina, a koji se  bez prestanka koristio preko dvije tisuće godina.

## Poveznice
- Rudnici kremena u Spiennesu, najveći i najstariji poznati rudnici kremena u Zapadnoj Europi

## Vanjske poveznice
- Službena stranica rudnika u Spiennesu

### Ostali projekti
|  | Zajednički poslužitelj ima još gradiva o temi Spiennes |